# Clelia Merloni
Clelia Merloni (ur. 10 marca 1861 w Forlì, zm. 21 listopada 1930 w Rzymie) – włoska zakonnica rzymskokatolicka, błogosławiona Kościoła rzymskokatolickiego i założycielka Zgromadzenia Sióstr Najświętszego Serca Jezusa.
Clelia Merloni była córka Joachima Merloniego i Teresy Brandinelli. W 1864 roku, kiedy Clelia Merloni miała 3 lata, zmarła jej matka. Ojciec ożenił się ponownie, z Marią Giovanną Boeri, która uczyła pasierbicę wiary chrześcijańskiej. Merloni otrzymała gruntowne wykształcenie, aby w przyszłości przejąć po ojcu rodzinne interesy, lecz sprzeciwiała się przyjęciu tej roli i na gruncie tego konfliktu opuściła dom rodzinny wraz z babcią od strony mamy.
Założyła Zgromadzenie Sióstr Najświętszego Serca Jezusa w dniu 30 maja 1894 roku. Odziedziczyła spadek po ojcu i użyła go, aby zabezpieczyć materialnie założone zgromadzenie, jednak majątek przepadł wskutek nieuczciwości zarządcy. 10 czerwca 1900 roku biskup Jan Chrzciciel Scalabrini wydał aprobatę dla Zgromadzenia. Jednym z celów z Zgromadzenia było niesienie pomocy Włochom, którzy wyjechali do Ameryk. Siedzibą Zgromadzenia została przeniesiona z Viareggio do Piacenzy. Zgromadzenie szybko rozwijało się i w 1903 roku posiadało 30 domów zakonnych i liczyło niemal 200 członkiń.
W 1911 roku została usunięta z roli przełożonej przez Watykan. W 1916 roku poprosiła o zwolnienie ze ślubów zakonnych; zostało ono udzielone. 28 lutego 1928 roku poprosiła o ponowne przyjęcie do Zgromadzenia. Zmarła w dniu 21 listopada 1930 roku. Została pochowana na cmentarzu Campo Verano. W 1945 roku dokonano ekshumacji ciała i rzekomo stwierdzono, że jej ciało było nienaruszone.
Została beatyfikowana 3 listopada 2018 roku przez papieża Franciszka w czasie mszy celebrowanej w bazylice św. Jana na Lateranie.